# Erzbistum Ljubljana
Das Erzbistum Ljubljana (lat.: Archidioecesis Labacensis; slowenisch: Nadškofija Ljubljana) ist eine Erzdiözese der römisch-katholischen Kirche in Slowenien mit Sitz in Ljubljana (deutsch: Laibach).
Zusammen mit den Suffraganbistümern Koper und Novo mesto bildet es die Kirchenprovinz Ljubljana.

## Geschichte
Das Bistum Laibach wurde auf Anregung Kaiser Friedrich III. am 6. Dezember 1461 durch Papst Pius II. errichtet. Zum ersten Bischof wurde Sigismund von Lamberg bestellt. Nach dem Zusammenbruch der Habsburger Monarchie 1918 in Bistum Ljubljana umbenannt, wurde es am 22. Dezember 1961 von Papst Johannes XXIII. zum Erzbistum erhoben. Mit der Neuordnung des Bistums Triest (Triest-Koper) wurde Koper als Suffraganbistum Ljubljana angegliedert und durch Papst Paul VI. am 22. November 1968 die Kirchenprovinz errichtet. Ljubljana ist seitdem Sitz eines Metropoliten. Bei der Neuordnung der slowenischen Kirche im Jahr 2006 durch Papst Benedikt XVI. entstand durch Abtretung Ljubljanas das Bistum Novo mesto, welches weiterhin zur Kirchenprovinz Ljubljana gehört.

### Bischöfe und Erzbischöfe
- Liste der Bischöfe von Ljubljana

### Weihbischöfe
- 1639–1651 Michael Chumer (Chumberg) OFM
- 1769–1772 Johann Karl von Herberstein, Koadjutorbischof
- 1789–1793 Franc Jožef Mikolič (Mikolitsch)
- 1795–1800 Franz von Raigesfeld SJ
- 1801–1818 Johannes Antonius Ricci
- 1929–1930 Gregorij Rožman, Koadjutorbischof
- 1946–1959 Anton Vovk, danach Erzbischof
- 1963–1964 Jožef Pogačnik, danach Erzbischof
- 1967–1988 Stanislav Lenič, emeritiert
- 1983–1999 Jožef Kvas, emeritiert
- 1993–2004 Alojz Uran, danach Erzbischof
- 2000–2006 Andrej Glavan, danach Bischof von Novo mesto
- 2005–0000 Anton Jamnik
- 2015–0000 Franc Šuštar